# Atomic Monkey
株式會社Atomic Monkey（日語：株式会社アトミックモンキー）是一家位於日本東京都港區東麻布的聲優經紀公司。Atomic Monkey International Holdings集團旗下企業之一。

## 概要
2000年8月18日成立，是由東京俳優生活協同組合事務所出身的人所創建的公司。除了聲優經紀業務外，也有聲優及演技培訓的培訓中心（下述）及音樂事業部。
事務所的風格及自由度與俳協走向相近，但是私生活除外。例如聲優小野友樹脫離事務所後不久對外公佈已婚長達6年。

## 所屬聲優

### 男性
| 行 - 粟津貴嗣 - 入江玲於奈 - 岩崎諒太 - 岩見聖次 - 植田恭司 - 榎木淳彌 - 大谷秀一郎 - 岡本光右 - 沖野晃司（預所屬） 行 - 數井翔太朗 - 菊池康弘 - 木村昴 - 光部樹 - 近藤浩德 | 行 - 佐佐木拓也 - Giry Vincent（預所屬） - 關智一 行 - 高橋信 - 田中文哉 - 田村清准 - 鳥井林太朗 - 土居伸之 | 行 - 比嘉良介 - 廣瀨直也 - 藤波聰 - 本田裕之 行 - 松井謙典 - 三浦勝之 - 峰岸佳 行 - 谷地克文 - 山口和也 - 山口龍之介 - 吉田勝哉 |

### 女性
| 行 - 愛河里花子 - 藍原琴美 - 青木瑠璃子 - 井田愛里紗 - 稻本千尋 - 今井由香 - 內山由貴 - 大本真基子 - 折笠富美子 行 - 樫本美穗 - 加藤杏奈 - 加藤美佐 - 苅谷瑠衣 - 河上明日香 - 木舩幸步 - 小市真琴 | 行 - 佐藤有世 - 蘇和治美 行 - 田澤利依子 - 田中由香 - 千葉泉 行 - 長澤美樹 - 七瀨亞深 - 西田望見 | 行 - 萩原亞美 - 潘惠美 - 廣瀨千夏 - 藤井彩加 - 星河舞 行 - 前澤友子 - 宮原永海 - 武藤真子 |

## 其他所屬藝人
- 杉岡芳樹（歌手、作曲家、旁白）
- 杉浦"Laughin"誠一郎（日语：杉浦"ラフィン"誠一郎）（作曲家）
- POARO（日语：ポアロ (音楽ユニット)）
  - 伊福部崇（日语：伊福部崇）（構成作家（日语：放送作家）、編劇）
  - 鷲崎健（日语：鷲崎健）（廣播主持人（日语：ラジオパーソナリティ）、歌手）
- 青木佑磨（日语：青木佑磨）（作家、廣播主持人、歌手）

## 過往所屬主要聲優

### 男性
- （現所屬：悟空）
- 小野友樹
- 粕谷大介（現所屬：NEW WORLD PRODUCTIONS）
- 川原慶久（現所屬：Across Entertainment）
- 杉田智和（現所屬：AGRS代表）[2]
- 高野慎平（日语：高野慎平）（現所屬：冴羽商事）
- 高野康弘（日语：高野康弘）
- 豐島武人（引退）
- 永松寬隆
- 原英士（引退）
- 翠真莊刀（舊藝名：翠川荘，現所屬：Walk Opera）
- 柳吉彥

### 女性
- 今井由香（引退）
- 大本真基子（自由身）
- 嘉數由美（現所屬：青二Production）
- 黑川萬由美（日语：黒川万由美）（現所屬：remax）
- 高橋洋子
- 西田望見（現所屬：Mausu Promotion）
- 野月正美
- 花村晃子（日语：花村晃子）
- 林沙織（日语：林沙織）（移籍AXL ONE不久之後引退）
- 林智子（日语：林智子 (声優)）
- 藤井京子（日语：藤井京子）
- 間藤絢子
- 安宅陽子（日语：安宅陽子）（現所屬：SENSE UP（日语：センスアップ））
- 吉川由彌（引退）
- 集貝花（現所屬：アスレーベン）
- 前川涼子（現所屬：アスレーベン）
- 神谷早矢佳（現所屬：アスレーベン）
- 奈波果林（現所屬：アスレーベン）
- 丹羽哲士（現所屬：アスレーベン）

## 音樂事業部
由Atomic Monkey自行發售的音樂產品。只有在事務所官方網站（页面存档备份，存于）進行通信販售。
| CD標題（日文名稱）           | 歌手                 | 發行日期       | 規格編號  | 備註 |
| ---------------------------- | -------------------- | -------------- | --------- | ---- |
| R*L Radio theater ～8愛～1   | R*L                  | 2008年4月25日  | AMET-0001 |      |
| R*L Radio theater ～8愛～2   | R*L                  | 2008年5月30日  | AMET-0002 |      |
| Silly Walker                 | 鷲崎健               | 2008年12月5日  | AMET-0003 |      |
| LOVARIOUS                    | 關智一               | 2008年12月19日 | AMET-0004 |      |
| NO NEGATIVE, NO LIFE.        | POARO                | 2009年2月25日  | AMET-0005 |      |
| Singer Song Liar             | 鷲崎健               | 2010年5月12日  | AMET-0006 |      |
| 有「I Love You」的世界（）   | 鷲崎健               | 2012年5月23日  | AMET-0007 |      |
| Wing Wanderer                | 高橋洋子             | 2012年10月31日 | AMET-0008 |      |
| Thank You My Heroes!!        | 關智一               | 2012年12月19日 | AMET-0009 |      |
| 暮言葉 昔話歌                |                      | 2012年12月19日 | AMET-0010 |      |
| Half of One/POAROにRAM RIDER | POARO                | 2013年1月16日  | AMET-0011 |      |
| 宇宙之歌（宇宙）             | 高橋洋子             | 2013年8月8日   | TYFM-0001 |      |
| 溫暖快樂的童話世界（あったか たのしい 世界の童話）       | 愛河里佳子、山寺宏一 | 2013年12月12日 | AMET-0012 |      |
|                              |                      | 2014年4月16日  | AMET-0013 |      |
| 2                            |                      | 2014年9月18日  | AMET-0014 |      |
|                              | 小野友樹             | 2015年7月29日  | AMET-0015 |      |
| What a Pastaful World        | 鷲崎健               | 2015年10月26日 | AMET-0016 |      |

## Atomic Monkey／聲優·演技研究所
2006年4月開校的Atomic Monkey旗下聲優養成所。養成期間2年。但是要升上2年級的話必須通過進級審查。並在一年之內得到前往6次製作公司的審査優秀認可，才能獲得事務所的採用。

### 主要出身者
- 1期：石川奈緒、小野友樹、加藤美和、河野春香、近藤浩德、佐藤有世、杉崎聰美、高野慎平、高野康弘、千葉泉、土居伸之、田中由香、中村仁美、野月正美、秦千裕、原朋子、原英士、松井謙典、安宅陽子
- 2期：市川賢一、內山由貴、岡本光右、加藤美佐、香西久美、竹內哲平、豐泉克矢、永澤明子、平山小惠、吉田勝哉
- 3期：石川雅世、石原奈美、榎木淳弥、豐島武人、廣瀨直也、藤波聰、花村晃子、林沙織、藤井京子、前澤友子、峰岸佳、間藤絢子、山口和也、柳吉彥
- 4期：粟津貴嗣、何直美、加藤杏奈、武藤真子、谷地克文
- 5期：三浦勝之、高橋信、岩崎諒太、岡田昌子
- 6期：潘惠美、田中文哉、樫本美穗
- 7期：小市真琴、藍原琴美、光部樹
- 8期：田村清准、萩原亞美、比嘉良介
- 9期：河上明日香

## 外部連結
- 株式會社Atomic Monkey公式官網（页面存档备份，存于） （日語）
- Atomic Monkey／聲優·演技研究所（页面存档备份，存于） （日語）
- （日語）
- （日語）